# Bracon shestakoviellus
Bracon shestakoviellus är en stekelart som beskrevs av Vladimir Ivanovich Tobias 1957. Bracon shestakoviellus ingår i släktet Bracon och familjen bracksteklar. Inga underarter finns listade.